# Теодор (Майкович)
Тео́дор Майко́вич (6 січня 1932, Репедь — 9 травня 1998, Краків) — єпископ Української греко-католицької церкви, перший єпископ Вроцлавсько-Ґданський (1996—1998).

## Біографія
Народився в селі Репедь ґміни Команча на Лемківщині в селянській сім'ї Івана і Марії (до шлюбу Гаргай) Майковичів. У 1947 році, внаслідок «Акції Вісла» сім'я була переселена в Бартошице, біля Ольштина. Теодор Майкович навчався в Бартошицькому ліцеї, атестат зрілості отримав у малій семінарії отців палотинів у Вадовіцах у 1951 році і в цьому ж році він вступив до семінарії «Гозіанум» в дієцезії Вармії.
24 червня 1956 року в конкафедральному соборі святого Якова в Ольштині він отримав священиче рукоположення з рук єпископа-помічника Підляського Мар'яна Янковського. Був скерований на служіння як вікарій парафії св. Бруно в Бартошице, але, у зв'язку з тим, що державна влада відмовила в затвердженні цього призначення, він розпочав душпастирську діяльність у Решелі, де він був вікарієм у парафії святих апостолів Петра і Павла (1956—1959), префектом школи і капеланом лікарні. Згодом він був вікарієм в Ельблонзі (парафія святого Войцєха) і адміністратором парафії Благовіщення Пресвятої Богородиці в Новій Вєсі-Трумейках. У 1962 році він став вікарієм в парафії Найсвятішого Спасителя і Всіх Святих в Доброму Мясті, з завданням душпастирської обслуги греко-католиків Доброго Мяста, Решеля і П'єнєнжна.
Восени 1967 року був відпущений з дієцезії Вармії і за станом здоров'я переїхав у Перемишль. Там він активно співпрацював з митрофорним протоієреєм Василем Гриником. Був вікарієм, а з 1985 року парохом кафедрального собору святого Івана Хрестителя в Перемишлі. Одночасно обслуговував греко-католиків у різних місцевостях Лемківщини. Брав участь у будівництві церкви в Команчі. Після завершення студій у Люблінському католицькому університеті (ліценціат богослов'я у 1975 року) о. Теодор Майкович був ректором семінарії для священнослужителів греко-католицького обряду (1982—1991), розташованої в осідку римо-католицької семінарії в Любліні. Раніше (з 1969 року) він був префектом греко-католицької семінарії в Любліні.
У 1989 році отримав сан митрофорного протоієрея і став каноніком капітули греко-католицького кафедрального собору в Перемишлі. У 1991 році він став генеральним вікарієм і канцлером Перемишльської єпархії, очолював душпастирський і фінансовий відділ єпархіальної курії.
31 травня 1996 року, після створення Вроцлавсько-Ґданської єпархії, Папа Римський Іван Павло II призначив отця Теодора Майковича її першим правлячим єпископом. Єпископська хіротонія відбулася 12 липня 1996 року в Перемишлі (головним святителем був секретар Конгрегації Східних Церков, архієпископ Мирослав Марусин, а співсвятителями — архієпископ і митрополит Перемишльський Іван Мартиняк і єпископ-помічник Львівський Юліан Ґбур). Урочисте введення на престол Вроцлавсько-Ґданської єпархії відбулося 3 серпня того ж року. Єпископським девізом владики Майковича були слова «Scio cui credidi» («Я знаю, в кого я увірував»). У Конференції єпископів Польщі він належав до комісії в справах благодійництва і ради в справах екуменізму.
Єпископ Теодор Майкович помер у Кракові після тривалої хвороби серця 9 травня 1998 року. Похований у рідному селі Репедь.